# ポンペイ州
ポンペイ州（ポンペイしゅう、英: Pohnpei state）は、ミクロネシア連邦の4つの州（ヤップ州、チューク州、ポンペイ州、コスラエ州）の1つである。州の中心は、ポンペイ島（旧称：ポナペ島）であり、州都はコロニア。人口はチューク州よりも少ないもののミクロネシア連邦の首都パリキールが存在している。

## 歴史
第一次世界大戦でドイツの植民地から日本の委任統治下になった。日本の委任統治下では、これまで本国から遠かったためドイツの植民地下で蔑ろにされていた近代的な電気や水道、学校や病院などのインフラストラクチャーの充実が進んだ。
第二次世界大戦後、太平洋諸島信託統治領としてアメリカ合衆国に統治されていた。当時は、コスラエ州もポンペイ州の一部だったが、後に別々になった。

## 地理
ポンペイ州は、太平洋中西部にあり、カロリン諸島の東部、ホノルルとマニラのだいたい中間に位置する。
ポンペイ島以外で同州に属す主な島や環礁は次の通り。
- ピンゲラプ島
- モキル島
- アント島
- パキン島
- ヌガティク島
- ヌクオロ環礁
- カピンガマランギ環礁
- オロルク環礁

ポンペイ州の面積は、約345平方キロメートル。最高峰は、ポンペイ島のナーナラウト山(798m)。カピンガマランギ環礁はミクロネシア連邦最南の島である。